# Egon Fleischel & Co.

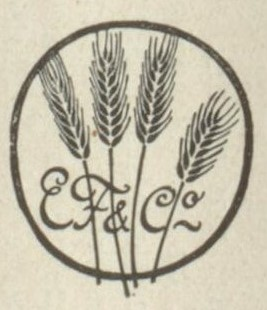
Signet

Egon Fleischel & Co. war ein Verlag in Berlin von 1903 bis 1921.

## Geschichte
Am 1. Juli 1903 gründeten Egon Fleischel und Friedrich Theodor Cohn den Verlag Egon Fleischel & Co. Beide waren vorher Teilhaber des Verlages F. Fontane & Co. gewesen und übernahmen dessen Geschäftsräume in der Lützowstraße 2. Auch einige Autoren und die Zeitschrift Das literarische Echo wechselten zum neuen Verlag.
1910 erfolgte ein Umzug in die Linkstraße 16 in das Verlagshaus von Franz Vahlen.
1921 wurde der Verlag Egon Fleischel & Co. an die Deutsche Verlags-Anstalt in Stuttgart verkauft.

## Publikationen

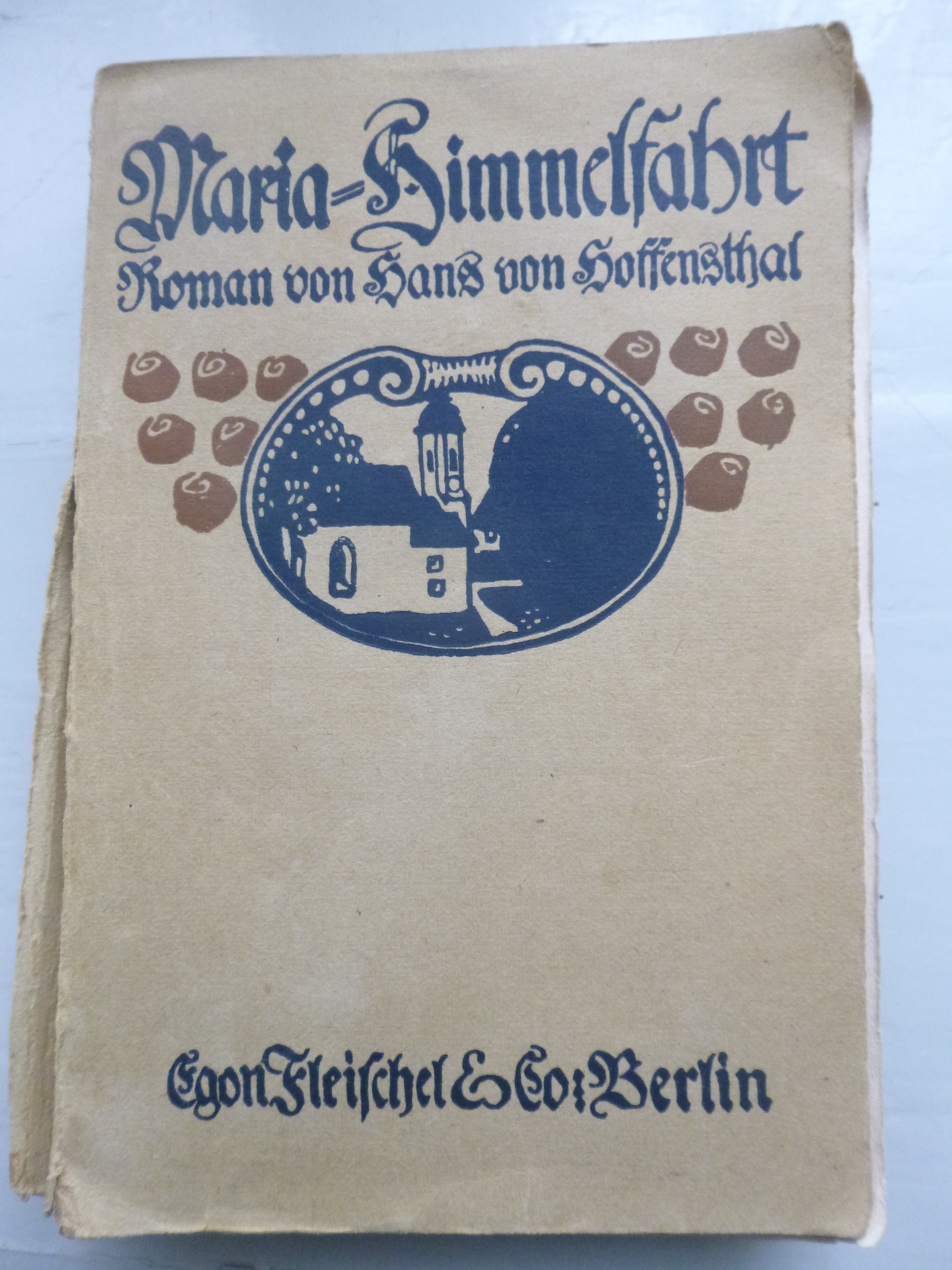
Hans von Hoffensthal, Maria Himmelfahrt, 1905

Egon Fleischel & Co. verlegten vor allem Belletristik (Romanverlag aller Richtungen), meist Unterhaltungsliteratur,  in größerem Umfang.
Zu den bekanntesten Autoren gehörten Clara Viebig (die Ehefrau des Verlegers Fritz Theodor Cohn) und Stefan Zweig  (mit seinem zweiten Buch Die Liebe der Erika Ewald).
Weitere Autoren waren Gertrud Kolmar, Georg Lukács (1911), Börries von Münchhausen, Georg von Ompteda, Paul Lindau, Gustav Landauer, Otto Brahm, Georg Hermann, Paul Haase, Hans von Hoffensthal, Ernst Goll, Arthur Eloesser, Wilhelm Schmidtbonn, Josef Ettlinger, Otto Krille, Karl von Perfall, Hans Ostwald, Ernst Heilborn, Fritz Wittels, Hugo von Tschudi, Otto Krille, Max Grad (Maria Bernthsen), Eleonore Kalkowska, Helene von Mühlau, sowie Guy de Maupassant, Oscar Wilde (übersetzt von Max Meyerfeld), Charles-Louis Philippe und weitere.
Die wichtigste Zeitschrift war Das literarische Echo.